# 마이클 발린트

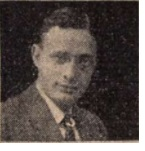

마이클 발린트(영어명 Michael Balint, 헝가리어명 Bálint Mihály, 1896.12.3-1970.12.31)는 헝가리계 영국 정신분석학자이다. 대상관계이론(object relations theory)에 바탕한 이론을 전개하였다.

## 생애
발린트는 1896년, 헝가리 부다페스트(Budapest)에서 개업 내과의의 아들로 태어났다. 본명은 미할리 모리스 베르그스만(Mihály Maurice Bergsmann)이지만, 아버지의 반대를 무릅쓰고 발린트 미할리(Bálint Mihály)로 개명하였다. (참고로 다른 유럽 지역과는 달리 헝가리에서는 동아시아처럼 성씨를 이름 앞에 배치한다.) 또한 발린트는 유대교에서 유니테리언 기독교(Unitarian Christianity)로 개종했다. 1차대전 중에 그는 러시아와 돌로미티산맥(the Dolomites) 전선에서 복무하였다. 1918년 의대를 졸업하였다. 미래의 아내가 될 알리스 세켈리-코바츠(Alice Székely-Kovács)의 추천으로 발린트는 지그문트 프로이트(Sigmund Freud)의 『성의 이론에 관한 세 가지 글(Drei Abhandlungen zur Sexualtheorie)』(1905)과 『토템과 터부(Totem und Tabu)』(1913)를 읽었다. 또한 그는 1919년 세계 최초 정신분석학 대학교수가 된 산도르 페렌치(Sándor Ferenczi)의 강연에 참석하였다.
발린트는 알리스 세켈리-코바츠와 결혼하였고, 1920년 즈음 이들은 베를린(Berlin)으로 이주하였고, 발린트는 1931년 노벨상을 수상하게 되는 오토 하인리히 바르부르크(Otto Heinrich Warburg, 1883-1970)의 생물화학 연구실에서 일하였다. 아내 알리스는 민속박물관에서 일하였다. 그리고 발린트는 생물화학으로 박사학위를 취득하였으며, 동시에 베를린정신분석학연구소(Berlin Institute of psychoanalysis)에서도 일하였다. 발린트 부부는 이 기간동안 정신분석학을 공부하였다.
1924년 발린트 부부는 부다페스트로 돌아왔고 헝가리 정신분석학을 주도하게 된다. 그러나 1930년대 헝가리의 정치적 상황으로 인해 심리치료 관련 강의가 불가능하게 되었고, 부부는 1938년 영국 런던으로 이민을 갔다가 1939년 맨체스터(Manchester)에 정착하게 된다. 이곳에서 발린트는 아동보호클리닉(the Child Guidance Clinic)의 원장이 되었다. 아내 알리스는 남편과 아들 존(John)을 남겨둔 채 맨체스터에서 사망하였다. 1944년 발린트는 재혼하였지만 곧바로 관계가 끝나게 되었으나, 1952년에서야 이혼하게 되었다. 1944년 발린트의 부모는 헝가리에서 나치에게 체포될 지경에 몰리자 자살하였다. 이해 발린트는 맨체스터에서 런던으로 이사하여, 타비스톡클리닉(the Tavistock Clinic)에 취직하여 비온(W.R.Bion)으로부터 집단연구를 배우기 시작했으며, 심리학 부문에서 이학석사(the Master of Science) 학위를 받았다.
1949년, 발린트는 타비스톡인간관계연구소(Tavistock Institute of Human Relations)에서 결혼문제 연구를 위하여 사회복지사와 심리학자들과 함께 연구중이던 에니드 플로라 아이히홀츠(Enid Flora Eichholz)를 만났다. 발린트는 이 모임의 리더가 되어 ‘발린트 그룹(Balint group)’을 조직하였다. 모임의 의사들은 일반 진료 현황의 문제들을 다루면서 환자에 대한 의사들의 반응에 주목하였다. 개업 의사 그룹은 1950년에 조직되었다. 발린트와 에니드는 1958년 결혼하였다. 1968년, 발린트는 영국정신분석학협회(British Psychoanalytical Society) 회장이 되었다. 독일 함부르크(Hamburg)에는 그의 이름을 딴 '마이클발린트 정신분석학•심리치료 및 아동청소년 정신분석학적 심리치료 연구소Michael-Balint-Institut für Psychoanalyse, Psychotherapie und analytische Kinder- und Jugendlichen- Psychotherapie)'가 있다.

## 마음의 세 영역
발린트는 마음의 세 단계 혹은 영역(the three level or area of the mind)을 나눴다. 첫번째 단계 혹은 영역은 오이디푸스갈등 영역(the level or area of the Oedipus conflict), 두번째 단계 혹은 영역은 기본적 결함 영역(the area of the basic fault), 세번째 단계 혹은 영역은 창조 영역(the area of creation)이다.
오이디푸스갈등 영역에서는 주체(subject)는 멀어진 채 두 개 이상의 대상(object)만이 존재한다.

### 기본적 결함 단계 혹은 영역
기본적 결함 영역에서는 두사람 관계(two-person relationship)가 존재한다. 이 관계에 대하여 발린트는 분석가와 환자와의 관계로 설명한다. 한동안 치료가 부드럽게 진행되면서, 분석가와 환자는 서로를 잘 이해하지만, 상호간 긴장(strain)과 요구(demand)도 공존한다. 그러나 환자가 분석가에게 바라는 요구만이 합당하고 이해하기 쉽다.
그러다 어느 순간, 이전부터 조금씩 변화의 기미가 보이던 심리분석 분위기(atmosphere)가 급변한다. 일부 환자들은 분석 직후 혹은 분석 시점부터 이러한 현상이 발생한다. 발린트는 이를 '극적인 분위기 전환(the  profound  change  of  atmosphere)'이라고 부른다. 이때 분석가가 행하는 해석(interpretation)에 대해, 환자는 더 이상 해석이 아니라, 공격, 요구, 기본 암시(base insinuation), 오지랖 넓은(uncalled-for) 무례함 혹은 모욕, 불공평한 대우, 부당함, 배려 부족 등으로 느끼게 된다.
그러나 반대로, 분석가의 해석이 매우 기분 좋고 만족스럽거나, 흥미롭고 위안이 되기도 하며, 심지어는 성적 유혹(seduction)으로 느껴질 가능성도 있다. 그러나 배려, 애정(affection), 사랑의 신호로 느끼는 것만큼은 분명하다.
또한, 그때까지 기존에 통용되어 오면서 별뜻없이 사용된 '성인(adult)'에 관한 의미를 갖는 평범한 단어들이, 좋은 의미로든 나쁜 의미로든 상당히 중요해지고 강력해진다. 바로 그때, 분석가의 말이나 제스처 혹은 움직임 모두가 상당히 중요해지고, 분석가가 의도한 것인지 여부와는 상관없이 환자에게 중요성을 갖게 된다.
환자는 자신의 기이한 재능을 통해 분석가의 의도를 파악하거나 행동을 분석하는 등 분석가를 너무 잘 이해하게 되고, 분석가는 환자가 자신을 꿰뚫고 있다는 듯한 느낌을 받는다. 그러나 실제로 환자가 분석가에 대해 안다는 것에는 맞는 것도 있고 틀린 것도 있다. 이제 분석가는 환자가 자신에게 기대하는 대로 반응(click in)하지 못하면, 환자는 오이디푸스갈등 단계에서 보이던 분노나 경멸 혹은 비판이 아니라, 공허, 상실, 무감각, 허무를 느낀다. 환자는 주어지는 모든 것들을 무덤덤하게 수용하지만 큰 의미는 없다.
또한 환자는 박해불안(persecutory anxiety)을 보일 수도 있다. 임상진단 유형으로서의 불안은 매우 작거나 거의 존재하지 않는다는 사실은 차치하고서라도, 환자는 모든 욕구 좌절이 누군가가 의도적으로 한 것이라고 느낀다. 환자는 자신의 욕구가 좌절된 원인으로서 누군가의 악행이나 악의 혹은 과실범죄(criminal negligence) 이외에 다른 것이 있다는 것을 받아들이지 못한다. 이들은 좋은 일이야 우연히 발생하더라도, 욕구 좌절은 주변에 나쁜 마음이나 적개심을 품은 존재가 있다는 것을 여지없이 보여준다고 믿는다. 이 모든 건 오로지 고통스러운 사실로 받아들이지만, 놀라운 것은 이 사실에 대한 분노나 싸우려는 의지가 매우 적다는 것이며, 더 놀라운건 절망감은 거의 없다는 것이다. 체념과 절망은 오이디푸스갈등 단계에 속하지만, 우울 후(post-depressive) 증상이다.
공허감과 무감각은 매우 강해도 그 이면에는 진실을 꿰뚫어보려는 무언의 진솔한 결심이 있다는 것이다. 극심한 듯 하면서도 그렇지 않은 고통이 혼재되어 있고, 경솔한 호전성이 사리지면서, 무언가 성과를 내겠다는 결심이 흔들리지 않을 때, 환자는 진정으로 호소력(appealing)을 갖게 된다. 이것이 바로 기본적 결함(the basic fault) 단계에 이르렀다는 신호이다.

### 창조 단계 혹은 영역
창조 영역에서는 외적대상(external object)이 없다. 자신으로부터 스스로 무언가를 창출해 내어야 하는 단계이다. 예술, 수학, 철학 등에서 보이는 창조활동은 물론, 통찰력의 획득이나 무언가에 대한 이해, 심지어 신체적 정신적 질병에 걸리고 이를 극복하는 것도 포함된다. 이 단계에서는 외적대상이 없기에 주체가 전이(transference)를 할 수 없으며, 따라서 이 단계 혹은 영역에서의 마음 상태를 이해하는 것은 어렵다.

## 세 단계
일찍이 발린트는 엄마와 영아와의 관계에 흥미가 있었다. 주요대상애정(Primary Object-Love)에 대한 핵심논문은 1937년에 발행되었다. 이후 존 릭맨(John Rickman)의 사상을 발전시켜서, 발린트는 세 사람 관계(three-person relationship)와 두 사람 관계(two-person relationship), 창의적 활동(creative activity)에서의 정신기능(mental function)은 상당히 다르기에 각각 다르게 서술되어야 한다고 주장하였다. 자크 라캉(Jacques Lacan)은 이에 대해 동조하면서, 발린트는 릭맨의 '이체심리학(two-body psychology)'에서의 선전문구를 빌려와서, 새로운 분석 개념이 발생하는 가운데 이론과 기법(technique)의 복잡한 상호작용을 아주 예리한 방식으로 분석했다고 평가하였다.
이를 기반으로 하여 이후 발린트는 '기본적 오류 혹은 기본적 결함(the basic fault)'이라고 스스로 명명한 개념을 탐색하였다. 이는 발달 초기 두 사람 관계에서 무언가 잘못되거나 빠져있는 경험(experience)이 있으며, 이는 오이디푸스기(Oedipal period, 2-5세)로 이어진다는 것이다.
1968년까지 발린트는 경험의 세 단계를 구분하였는데, 각각 특정한 관계 맺기 방식(particular ways of relating), 사고 방식(ways of thinking), 적절한 치료절차(appropriate therapeutic procedures)라는 것이다. 발린트는 이 3단계에서 정신분석이 시작되며, 여기에는 자기, 어머니, 아버지 사이에서의 오이디푸스적 문제 등 세 측면의 경험을 하게 된다고 하였다. 반면 기본적 오류 영역은 매우 기이한 두 사람 관계에서만 발생한다. 반면 1단계라는 제3 영역(third area)은 외부대상(external objects)이 없다는 사실을 특징으로 한다. 발린트는 치료 실패의 원인은 분석가가 기본적 오류 단계로 떨어져 있는 환자의 무언의 욕구를 완전히 파악할 수 없다는 한계에 있다고 보았다. 발린트는 환자가 분석가에게 구강의존(oral dependence)하는 상태로 퇴행(regression)하는 것과 새로운 시작을 경험하는 것이 가능하게 된다면 기본적 오류는 극복될 것이라고 보았다.

## 초점심리치료
발린트는 아내 에니드와 폴 오른슈타인(Paul H. Ornstein)과 함께 초점심리치료(focal psychotherapy)라는 단기 심리치료법을 개발하였다. 치료 과정에서 환자가 보이는 특정 문제는 ‘해석의 초점(focus of interpretation)’으로 선택되었다는 것이다. 초점심리치료가 자칫 장기간 심리치료나 정신분석으로 변질될 위험을 피하기 위하여, 치료는 핵심영역 주변부부터 조심스럽게 접근한다. 치료에서 규칙해석(rule interpretation)으로서 환자는 온전한 성인 인격체(whole-person adult)로서 대우받는데, 이는 치료관계(therapeutic relationship)에서 나타나는 감정의 강렬함을 줄이기 위한 목적인 것이다.
초점심리치료는 발린트가 소속되어 있는 영국자립그룹(British Independent Group)의 관점을 그대로 반영하고 있다. 영국자립그룹은 영국정신분석학협회의 하위 학파로서, 발린트를 비롯하여, 멜라니 클라인(Melanie Klein), 안나 프로이트(Anna Freud), 로널드 페어베언(William Ronald Dodds Fairbairn), 도널드 위니컷(Donald Woods Winnicott) 등이 이에 해당한다. 이들의 핵심 주장은 아동의 행동에서 보이는 주요 동기는 욕구충족(drive gratification)이 아니라 대상탐색(object-seeking)이라는 것이다. 이러한 주장은 욕구와 같은 인간의 내적 요소가 아닌 외적 대상과의 관계가 성격에 미치는 영향을 연구하는 대상관계이론(object relations theory)에 기반하고 있으며, 따라서 성격 형성에 있어서는 대상을 탐색하는 인간의 자립적인 행위가 큰 영향을 끼친다는 것이다. 이들의 관점을 ‘영국자립그룹 관점(the British independent perspective)’이라고 지칭한다. 초점심리치료 역시 이러한 관점의 영향을 받아, 환자는 스스로 무언가를 만들어내야 하는 역할(creative role)을 수행해야 하며, 이로 인하여 환자는 많은 스트레스에 처하게 된다. 발린트는, 환자 스스로 해내는 독창적인 발견(independent discovery)이야말로 가장 큰 동력이라는 것이라고 하였다. 발린트와 동료들의 작업을 통하여 치료의 기한을 정하고 진행되는 시간제한치료(time-limited therapy)의 가능성이 재발견되었다고 평가된다.

## 발린트 그룹
발린트는 영국정신분석학 특유의 독립적 관습의 일부로서, 의사들이 환자들에 관한 정신역동적 요소들(psychodynamic factors)들을 논의하는 그룹들이 조직되는 데에 영향을 끼쳤으며, 이는 이후에 다양한 발린트 그룹들로 발전하였다. 무의미한 조사를 반복하여 치료가 복잡해지고 비용만 늘어나게 되면서도 환자들에게 아무것도 잘못된 것이 없다고 말해주는 것 대신, 또한 증상억제 치료약을 처방하는 것 대신, 발린트는 불안과 불행의 원인을 능동적으로 탐색하는 방법과 통찰(insight)을 목적으로 하는 교정교육을 통한 치료법을 가르쳤다. 이러한 세미나들은 발린트 그룹들로 하여금 장비부족이었던 환자들과의 치료작업에 관한 여러 양상들을 그룹들끼리는 물론 발린트와도 서로 논의할 수 있는 기회를 제공하였다. 발린트 사망 이후에도, 이러한 작업들은 계속되어 ‘발린트 협회(Balint Society)’ 창설로 이어졌다.

## 저서
- Individual Differences of Behaviour in Early Infancy. Dissertation for Master of Science in Psychology. London, 1945.
- Primary Love and Psycho-Analytic Technique. 1956.
- The Doctor, His Patient and the Illness. London: Churchill Livingstone, 1957.
  - German translation: Der Arzt, sein Patient und die Krankheit. Stuttgart, Klett, 1966.
- Thrills and Regressions. 1959.
  - German translation: Angstlust und Regression. Stuttgart: Klett-Cotta, 1991.
- Basic Fault. 1967.
  - 한국어판 : 마이클 발린트 저, 이귀행•전현태 역, 『기본적 오류 (퇴행의 치료적 측면들)』, 하나의학사, 2011.11.
- The Clinical Diary of Sándor Ferenczi. Edited by Judith Dupont. Translated by Michael Balint and Nicola Zarday Jackson. First cloth edition, 1988.

## 같이 보기
- 대상관계이론
- 멜라니 클라인
- 산도르 페렌치
- 심리치료
- 자크 라캉
- 지그문트 프로이트